# Harmonikový nasávač

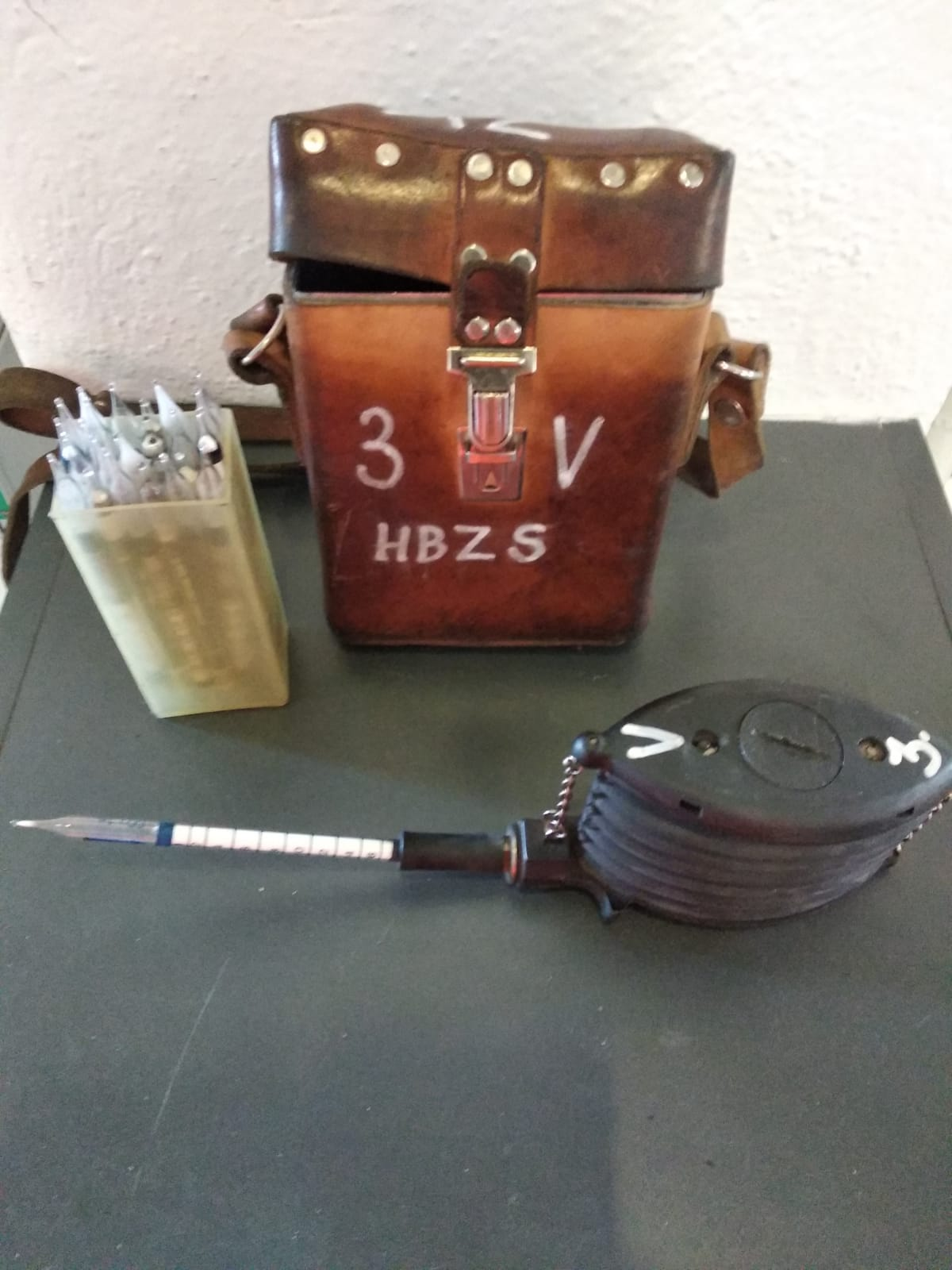
Harmonikový nasávač

Harmonikový nasávač je přenosný detektor, který se používá spolu s délkovými detekčními trubicemi k indikaci různých plynů ve zkoumaném důlním a povrchovém ovzduší.

## Historie
V roce 1961 bylo v provozu OKD 80 kusů detektorů a v roce 1963 již bylo 1932 kusů. Jednalo se o detektory typu LS III, dále GCH 1 vyráběné v bývalém SSSR a polský typ WG 2 61. Indikaci a detekci pomocí detektoru provádí záchranáři a technicko-hospodářští pracovníci (THP) – revirník. V současnosti (2020) HBZS Most používá 45 kusů nasávačů typu Univerzal 66 - 86 , dále Diamo Dolní Rožínka 6 kusů, Diamo Hamr má 3 kusy.
V OKD se od roku 1967 používají dva typy československých harmonikových nasávačů o objemu 100 cm3:
1. UNIVERZAL 66
2. UNIVERZAL 86 (od roku 1986)[6]

Nasávač se skládá z těchto hlavních částí
- hlavice pro detekční trubice
- omezovací řetízek s ulamovačem hrotů
- víko s výfukovým ventilem
- pryžový vrapový vak (harmonika)[7]

### Postup při převzetí přístroje ve výdejně indikační a detekční techniky uživatelem
Při převzetí přístroje ve výdejně si musí uživatel sám provést kontrolu těsností přístroje tak, že do nasávače vloží detekční trubičku (nesmí mít ulomené hroty) a následně stiskneme nasávač. Po dobu 30 sekund nesmí dojít k roztažení vrapového vaku, pokud nedojde k roztažení vaku přístroj je v pořádku a provozu schopný. Následně si uživatel zkontroluje počet a druhy detekčních trubic (podle předpokladu měření).

### Měření pomocí nasávače
Vybereme si druh detekční trubice (zvolený plyn, který chceme měřit). Před počátkem měření ulomíme v ulamovači hrotů obě špičky detekční trubice. Detekční trubici vložíme do nasávače tak, aby šipka na trubici směřovala k nasávači (ve směru nasávaného ovzduší). Stlačíme nasávač a následně ho uvolníme (čekáme 5 sekund, až se napne omezovací řetízek ). Počet stlačení harmonikového nasávače závisí na druhu detekční trubice a koncentraci plynů, který chceme indikovat. Následně vyhodnotíme výsledek měření, tím že na stupnici, která se nachází na detekční trubici odečteme délku zabarvení indikační vrstvy (k zbarvení stupnice dojde pokud je v ovzduší přítomen plyn, který měříme). Po ukončení měření je nutno nasávač pětkrát prosát čerstým ovzduším (harmonikový nasávač stiskneme bez vložené detekční trubice). V těžko přístupných místech, pod stropem, v úzkých profilech, kanálech apod., lze provádět detekci pomocí prodlužovací hadičky. Vybarvení exponované indikační vrstvy je stále po dobu 8 hodin jen u detekčních trubic CO - 0,001% (nízkoprocentní) a H2S-1, pokud budou vzduchotěsně uzavřené.

### Detekční trubice
- Náplň v detekčních trubic reaguje jen s jedním plynem
- Přítomnost jiného plynu stanovení měření neovlivní (výjimku tvoří pouze CO 0,001% v přítomnosti CnHm)
- Vyhodnocuje se podle stupnice na trubici
- Odečítá se v procentech %
- Odečítá se v ppm (1 ppm %=0,0001%, 1 %= 10 000 ppm)
- Přesnost měření je +- 10% ze skutečné hodnoty u kyslíkových trubic[8]
- Přesnost měření je +- 15% ze skutečné hodnoty u trubic NO+NO2[9]
- Přesnost měření je +- 25% ze skutečné hodnoty u ostatních trubic[7]
- Při měření nízkých koncentrací CO pomocí detekční trubičky typu CO - 0,001% se používají za přítomností uhlovodíků předřadné trubičky typu AU -1.[10]

### Fotogalerie

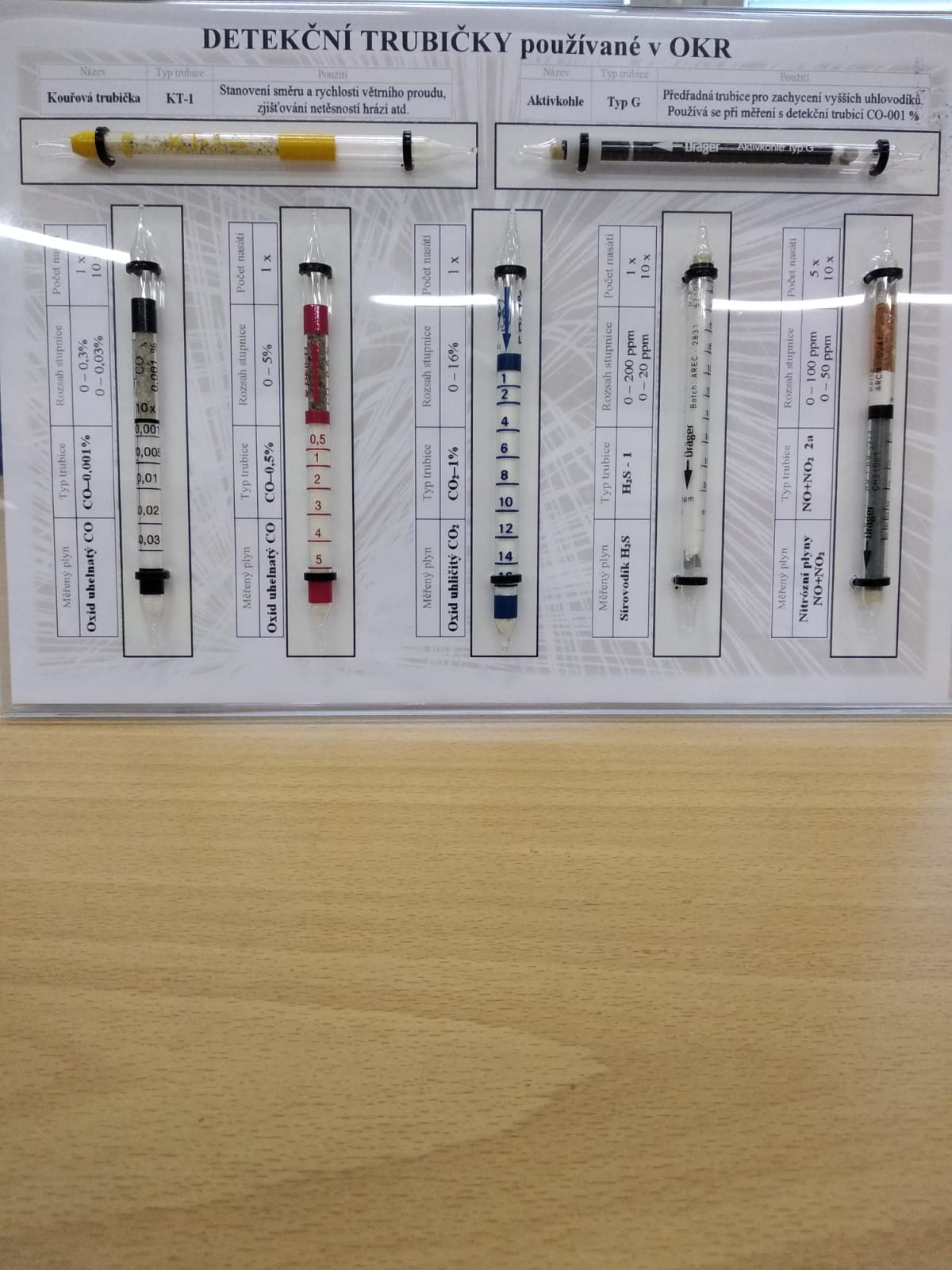
Detekční trubičky používané v OKR
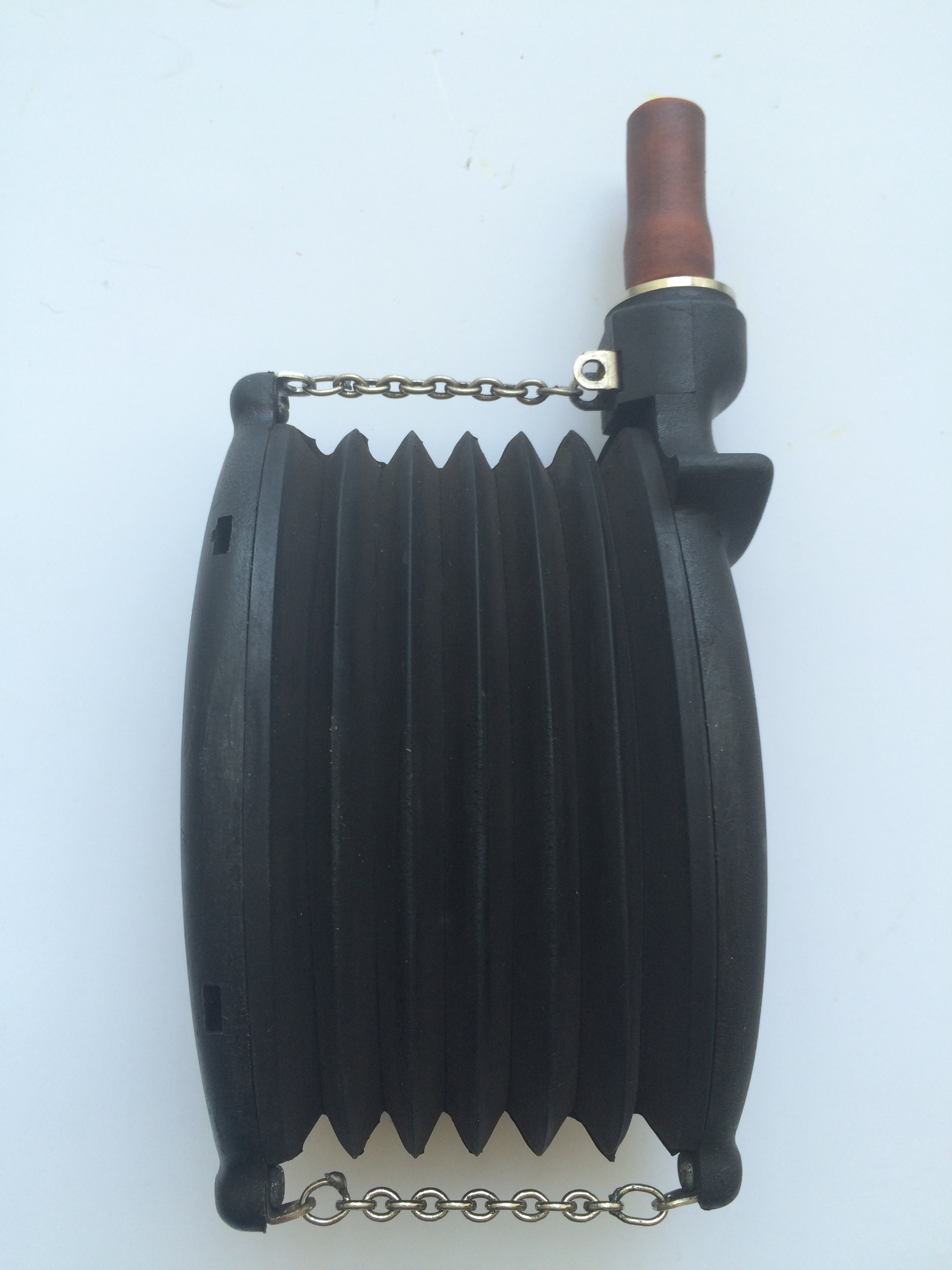
Harmonikový nasávač
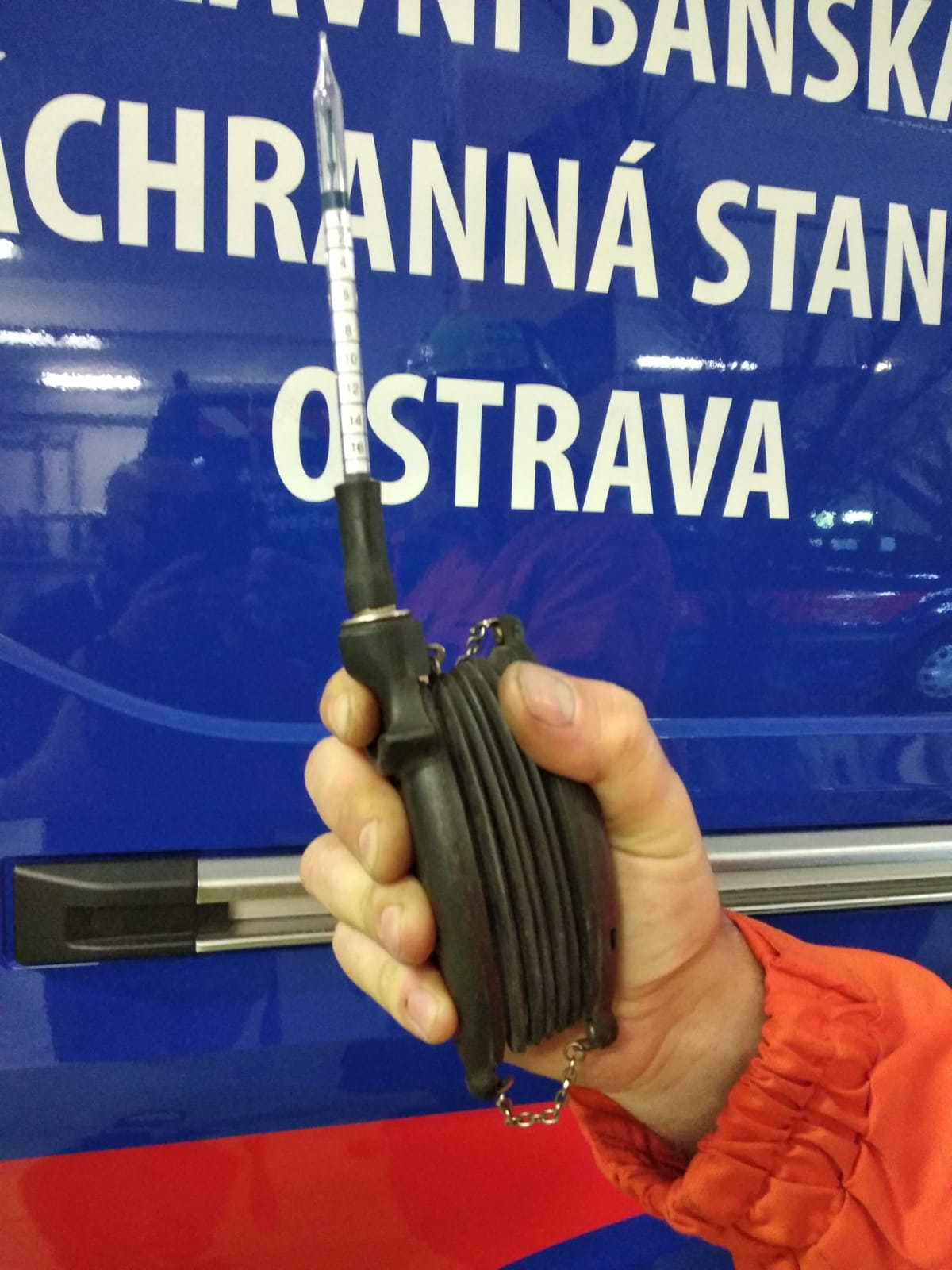
Stlačení harmonikového nasávače
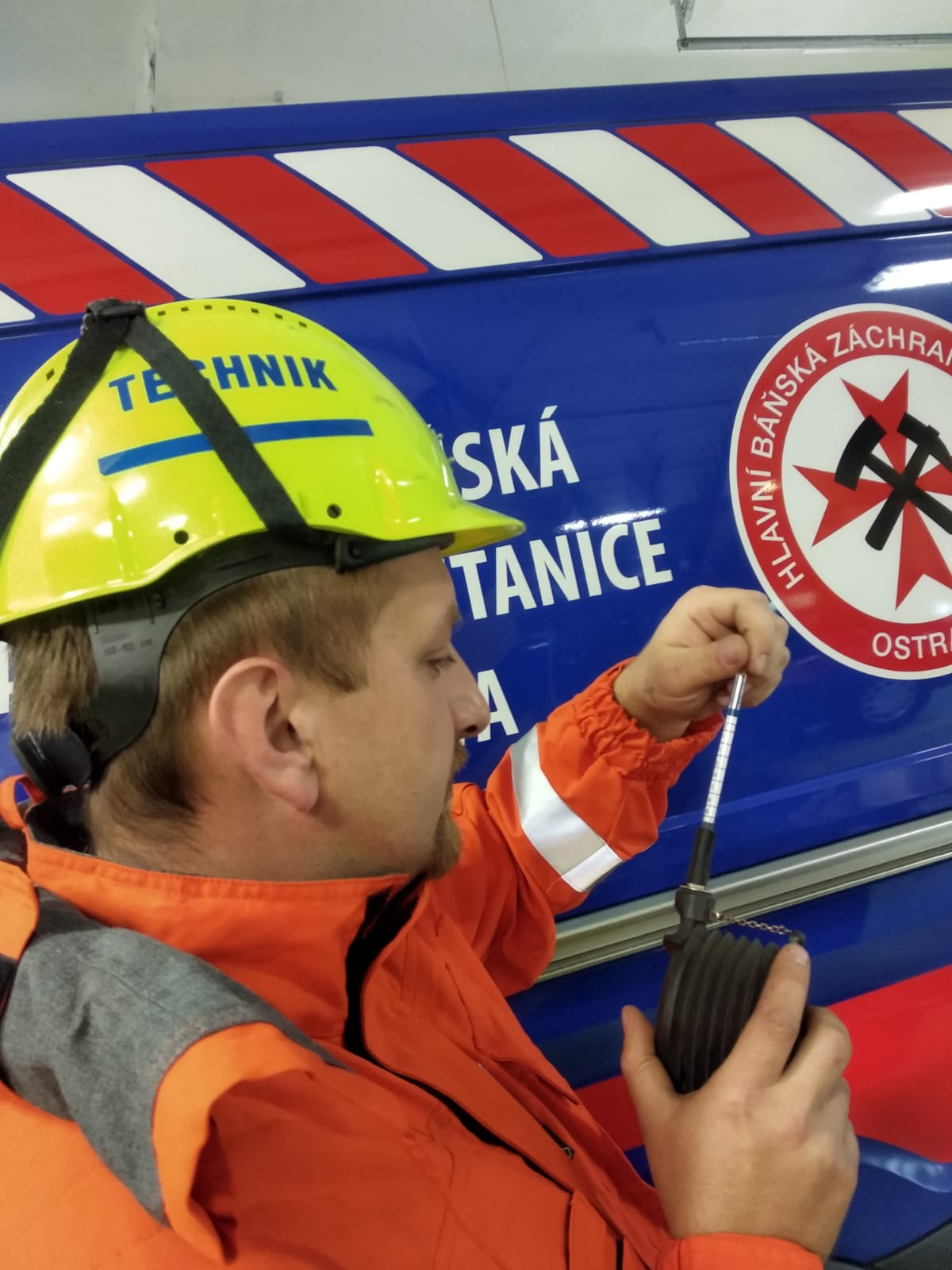
Odečtení stupnice
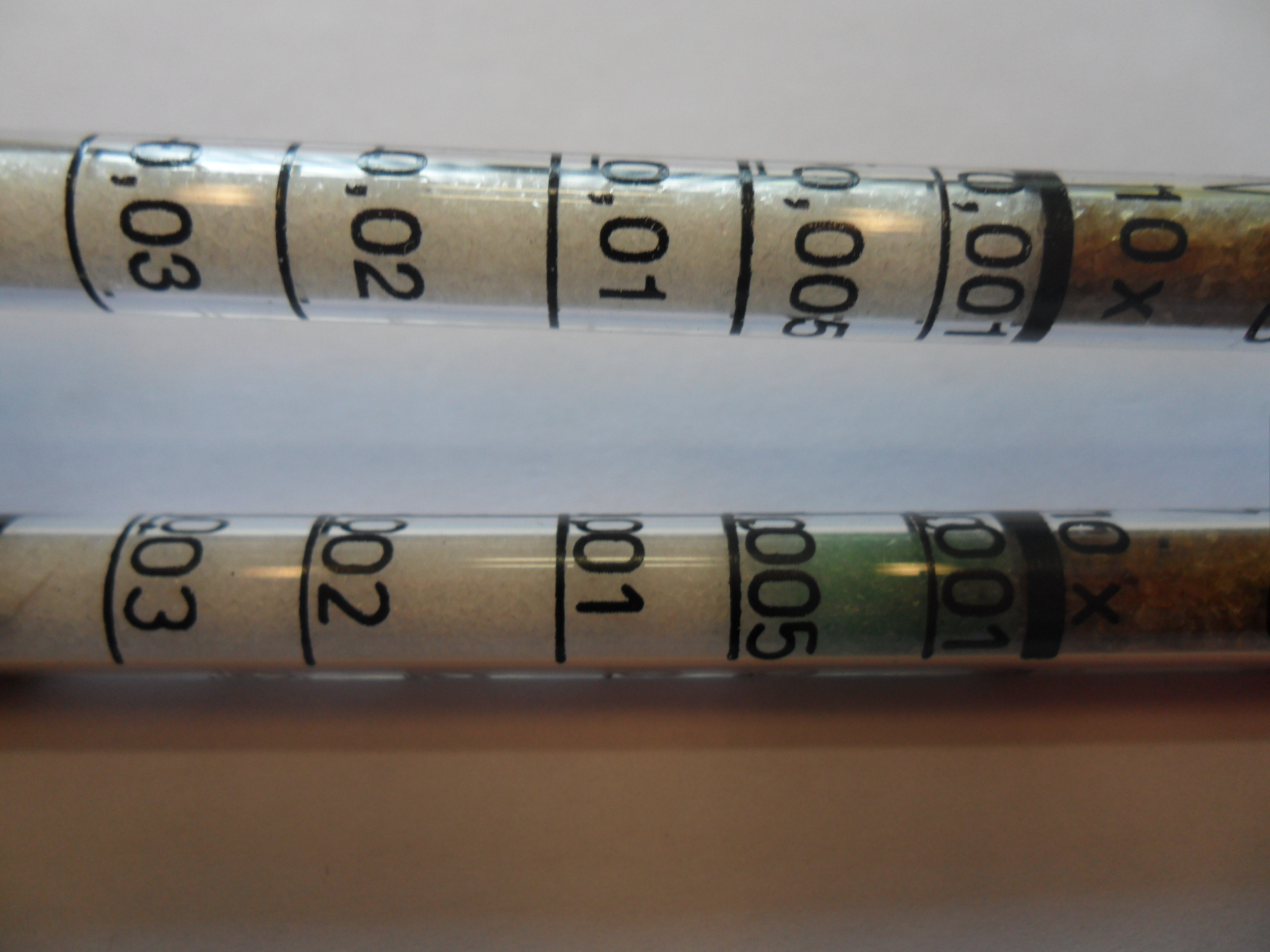
Zabarvení indikační vrstvy
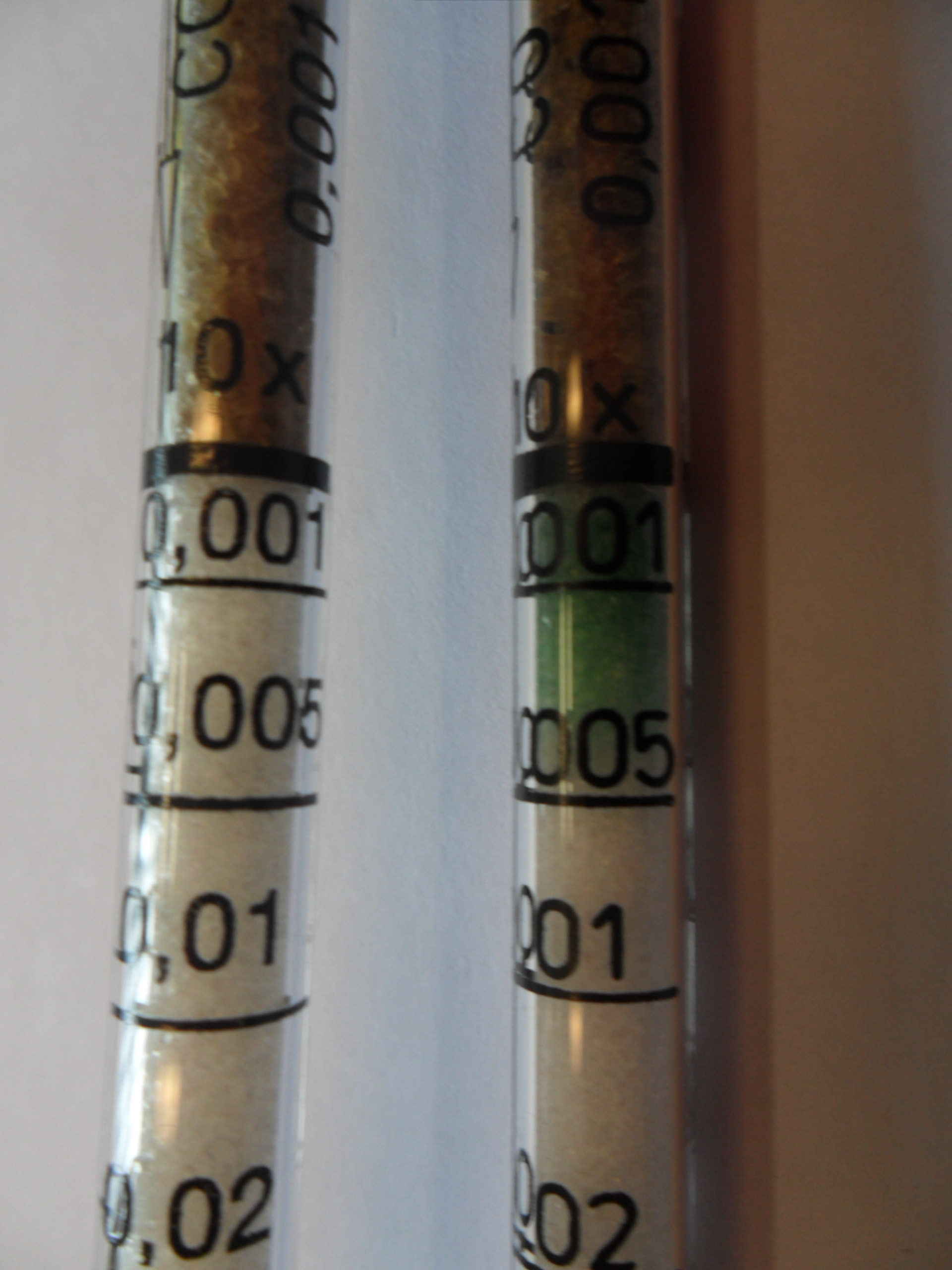
Zabarvení indikační vrstvy u CO (nízkoprocentní)
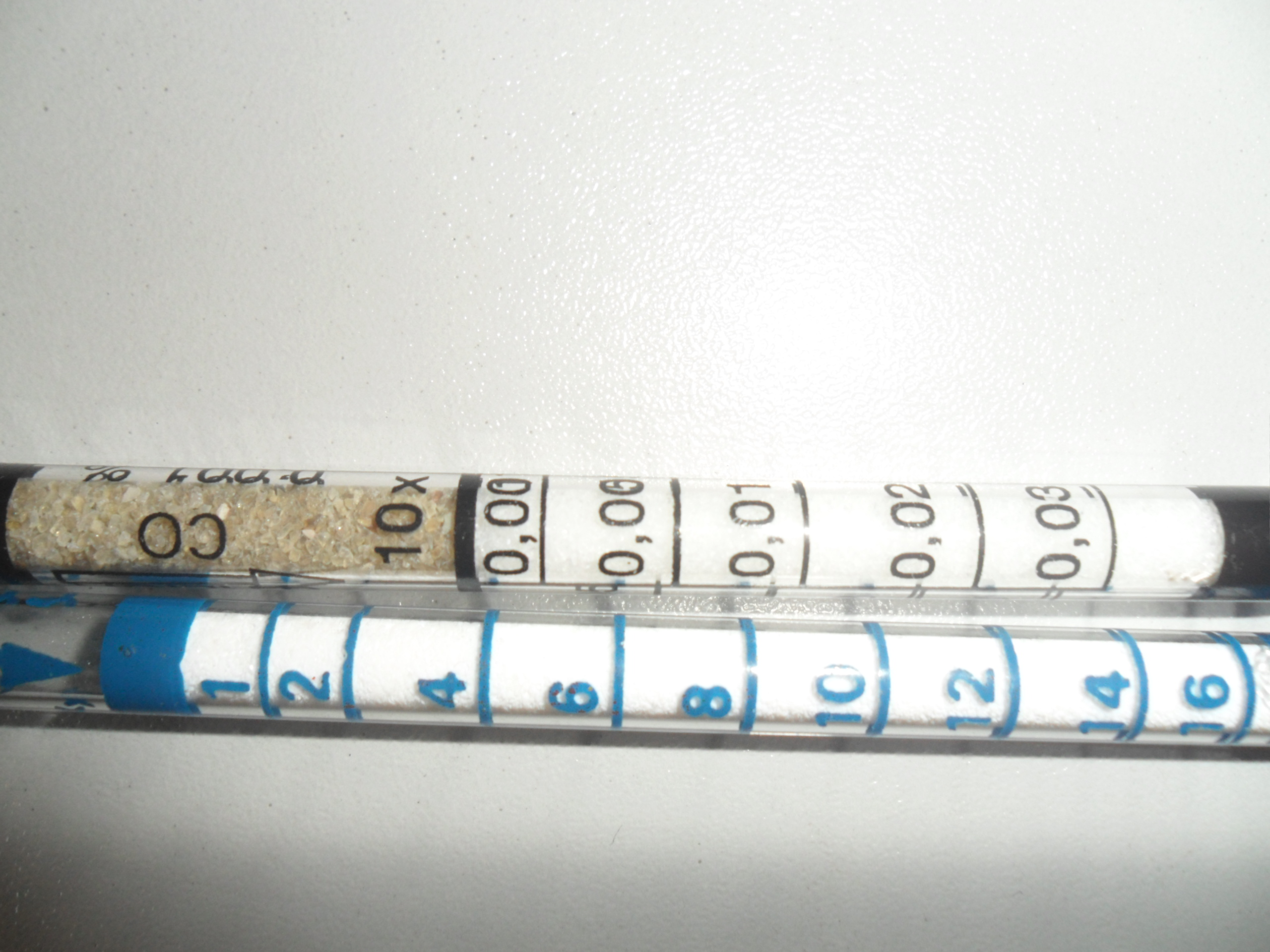
Trubička na měření CO2 a CO
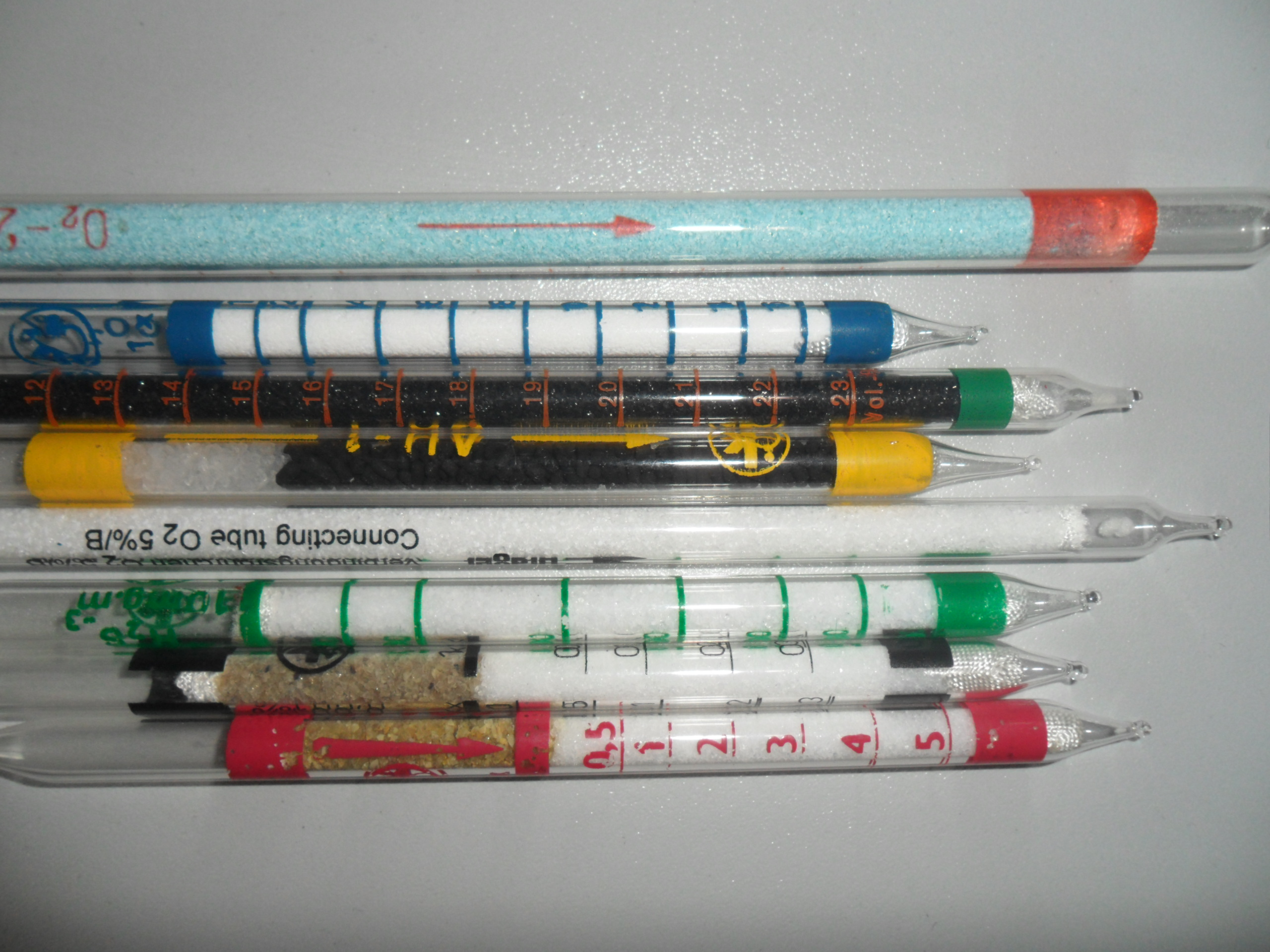
Různé druhy detekčních trubic používané v OKR